# 渡輪

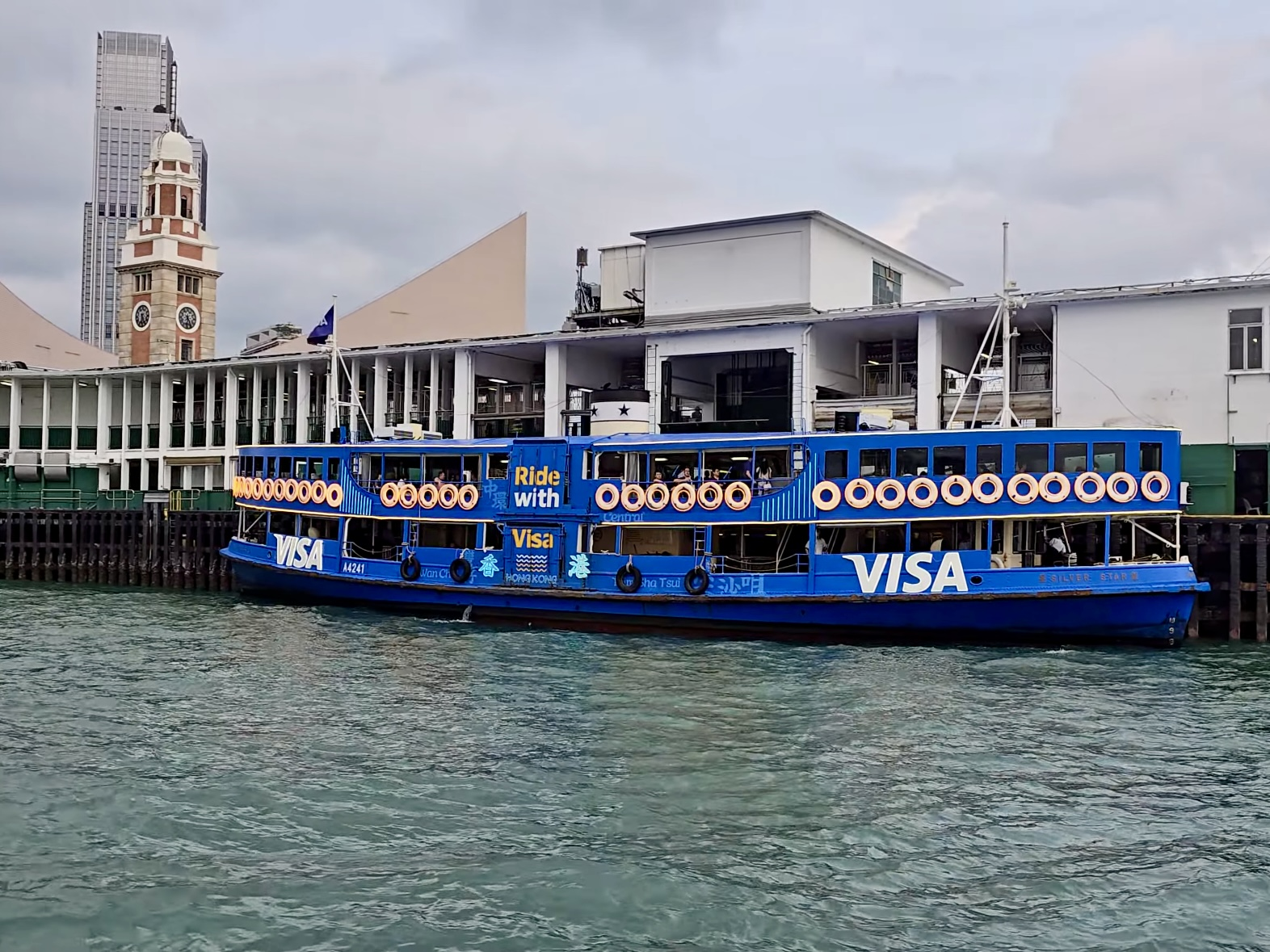
香港天星小輪渡船

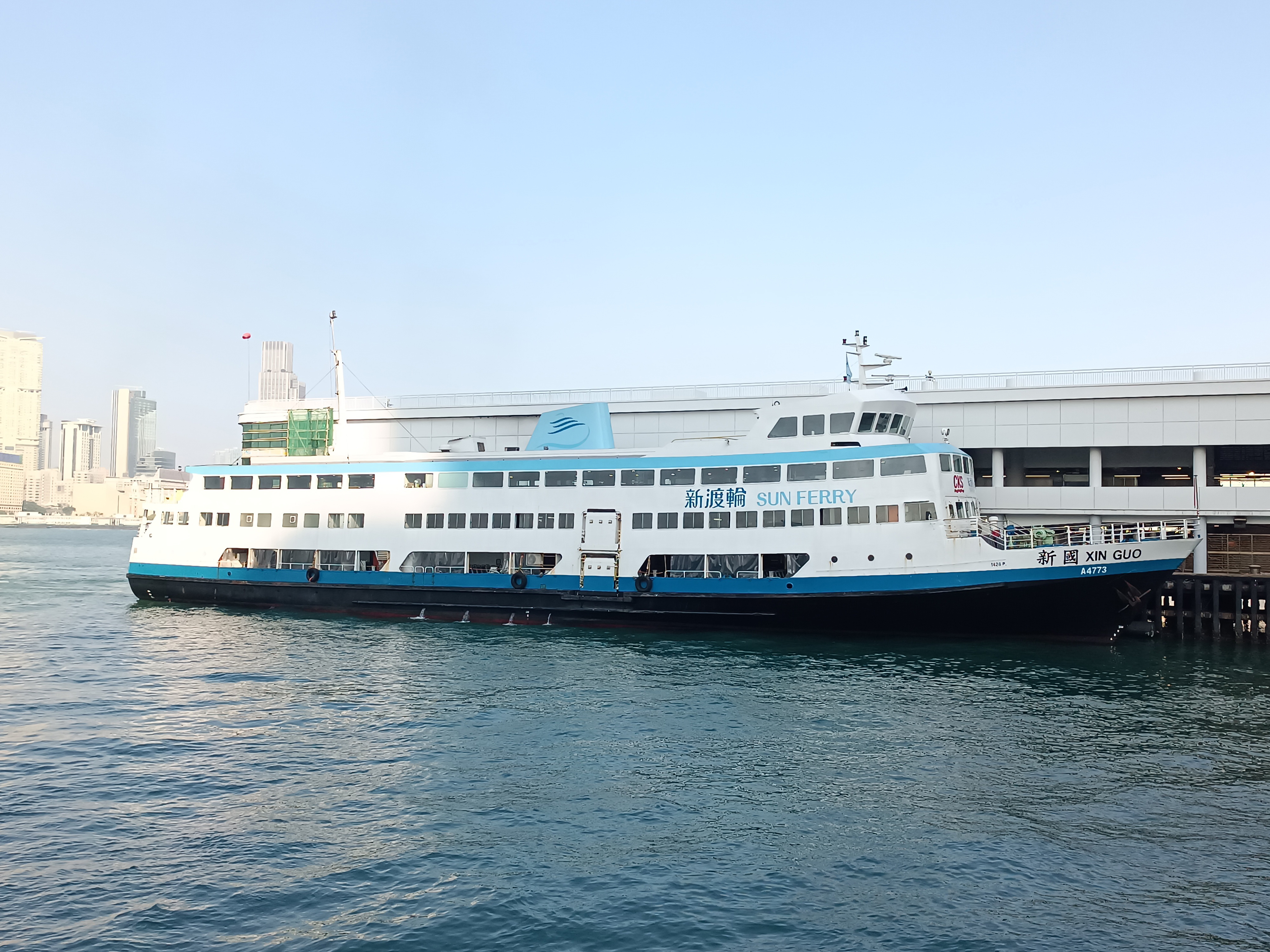
香港新渡輪三層渡船

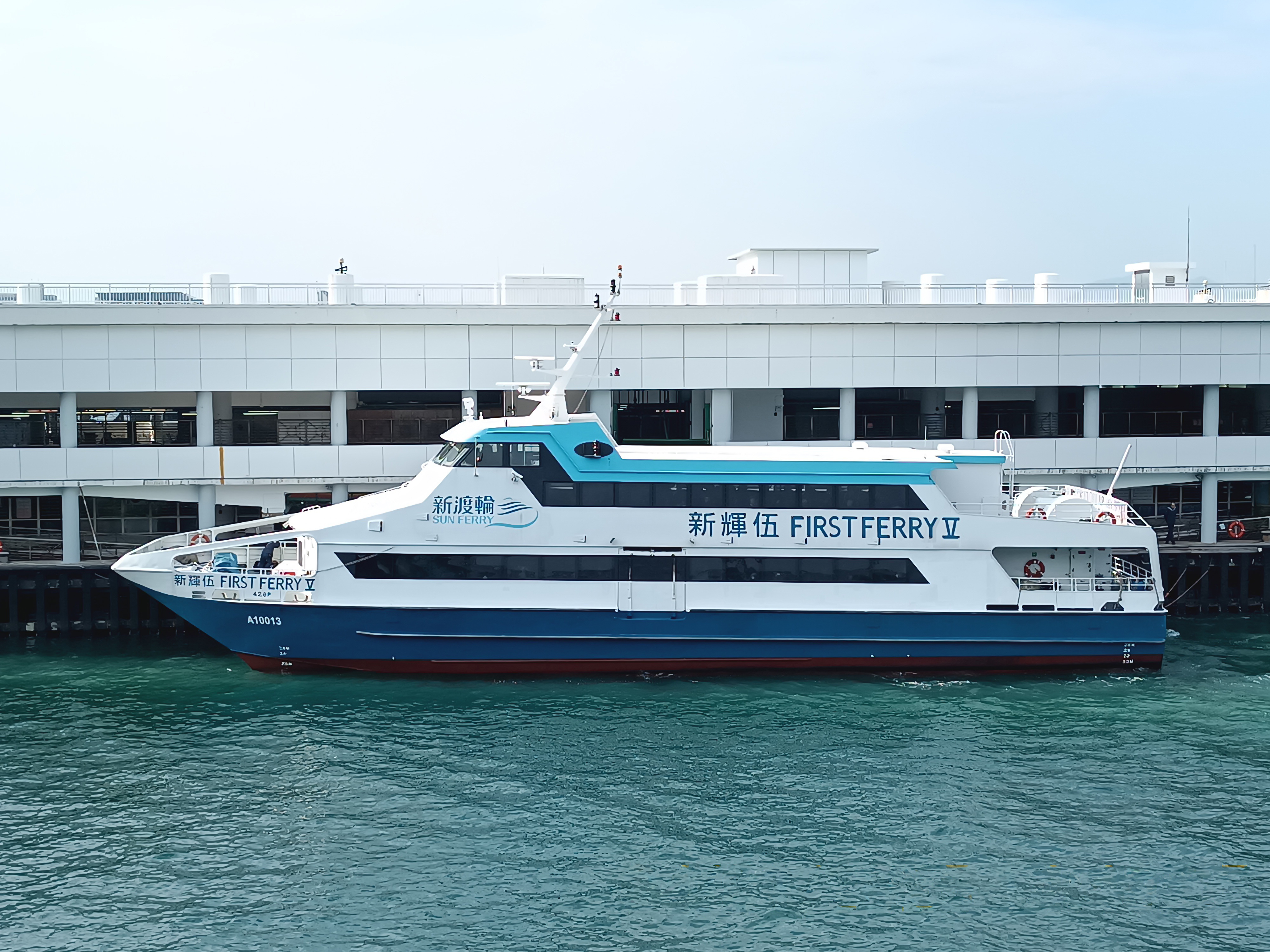
香港新渡輪雙體渡船

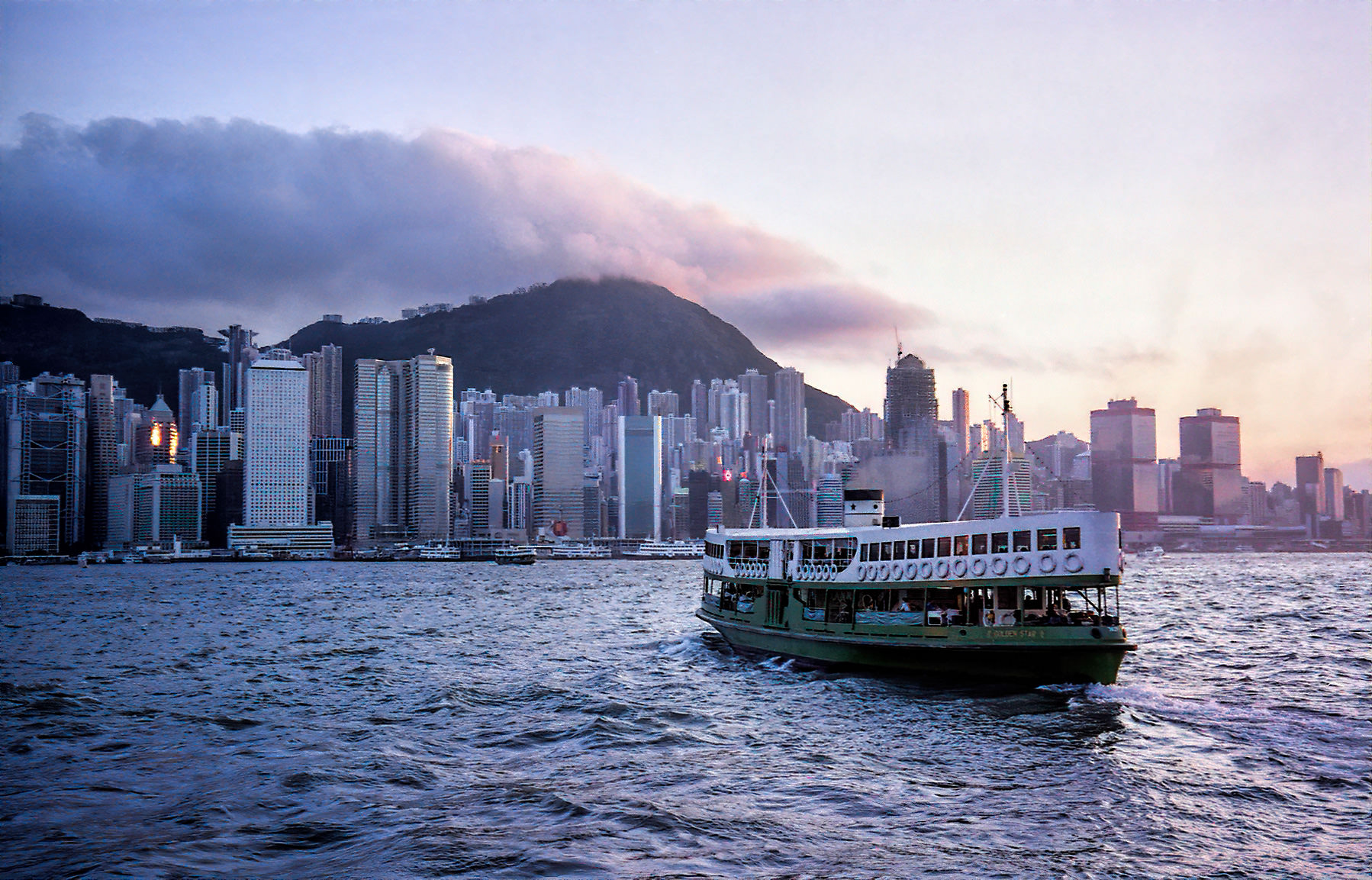
在2019年，前往中環的一艘天星小輪

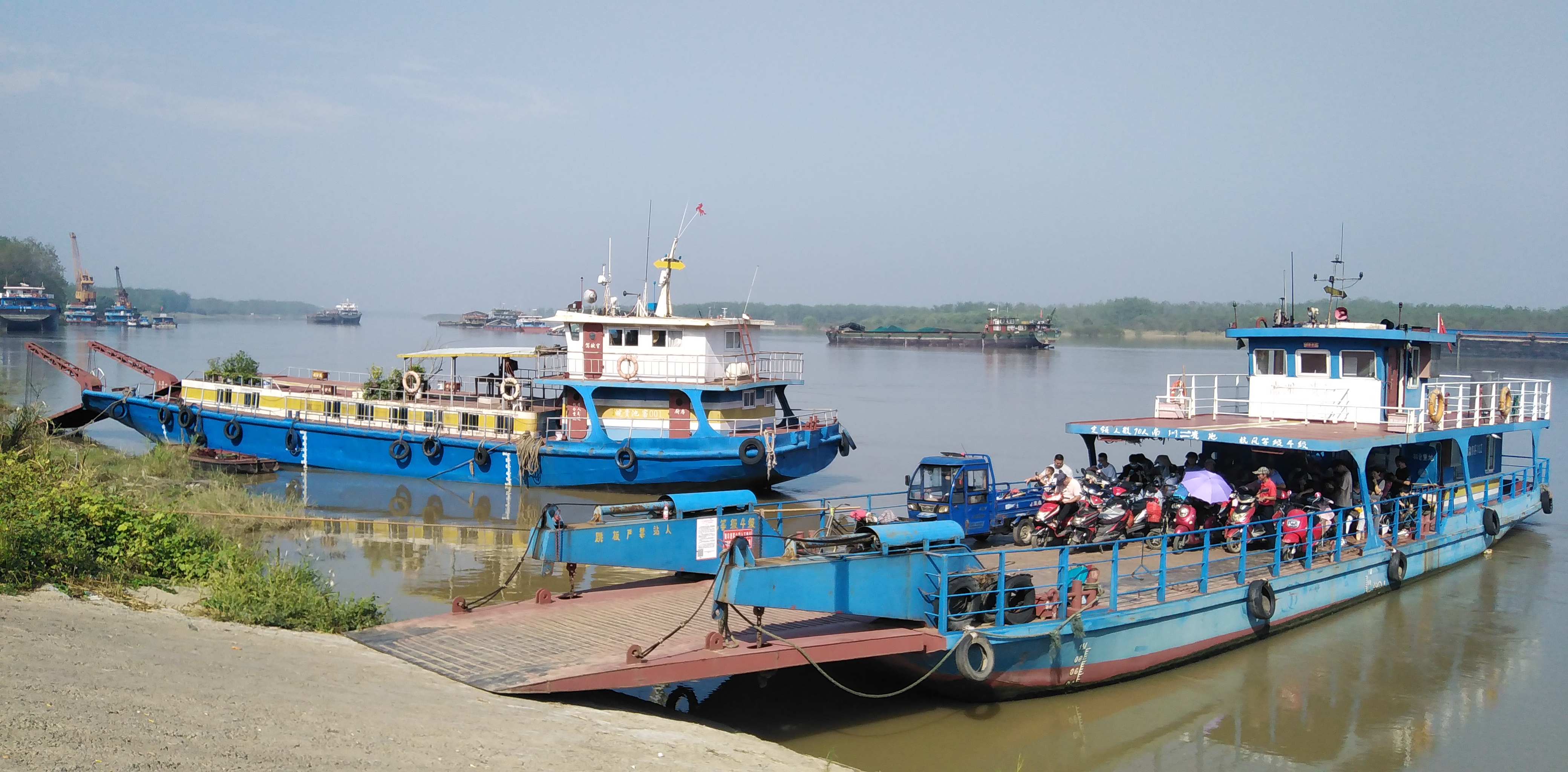
贵池池口内河码头渡船

渡轮，亦稱為摆渡船、交通船，是城市區域兩岸之間的水上交通。轮渡拥有固定航线，一般提供雙向運送服務，有時也運送載具與貨物。渡船對島嶼與位於水邊的都市來說是一種大眾運輸系統，對於兩點間的運輸來說，渡船的成本比建造橋梁或隧道都來得低。但缺點是易受氣候影響而停航。

## 類型
渡船的設計取決於航程的長短、裝載量的多寡、速度的要求與水域的環境。

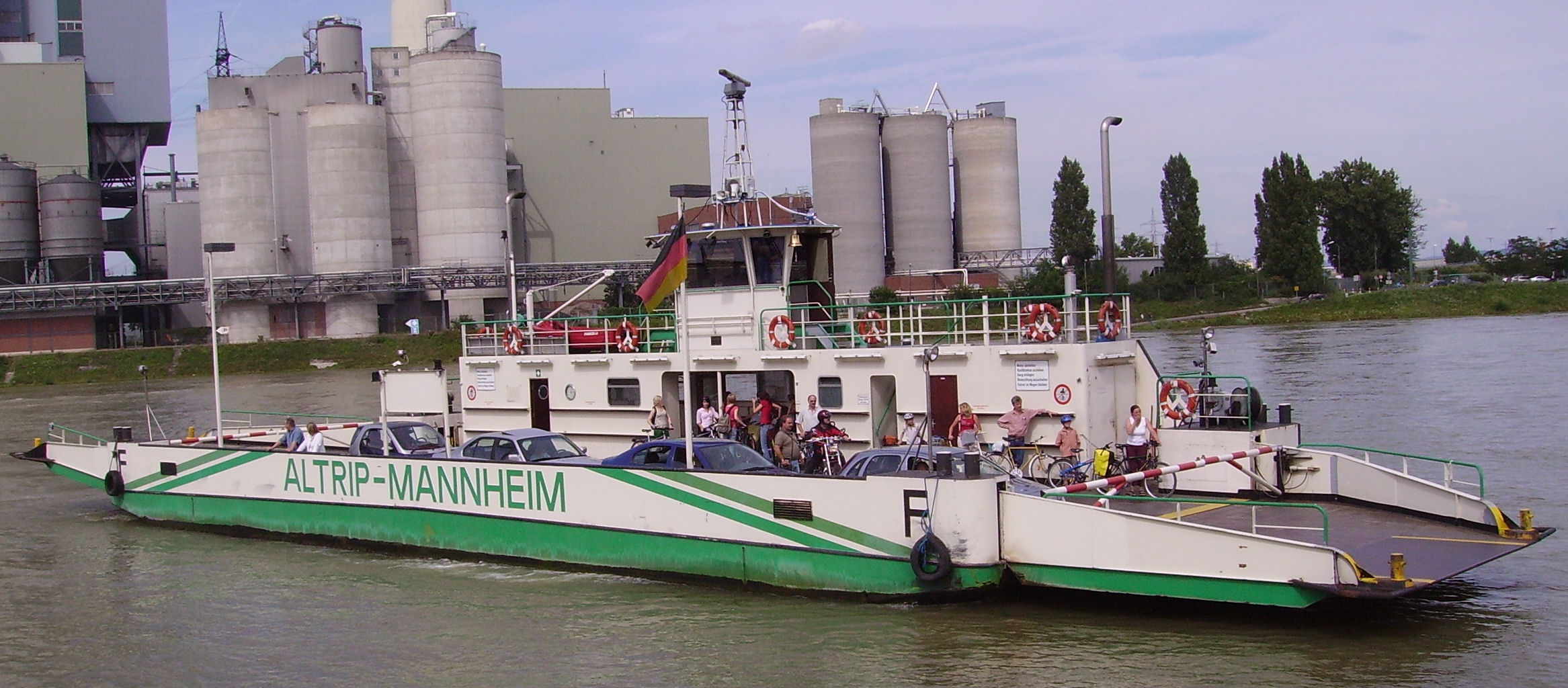
雙端渡船

- 雙端船（Double-ended）：船的兩端都可作船頭，這樣在到站與離站時則不需轉身。
- 水翼船
- 氣墊船
- 雙體船
- 滚装船（Roll-on/roll-off）：是指車輛可以直接開進出船裡的船隻。

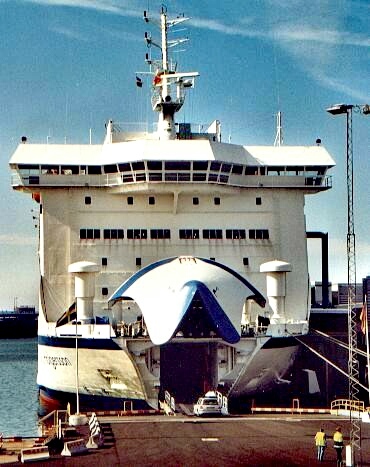
滚装船